# دیاموند بل رنچ (آریزونا)
دیاموند بل رنچ (به انگلیسی: Diamond Bell Ranch) یک منطقهٔ مسکونی در ایالات متحده آمریکا است که در آریزونا واقع شده‌است. دیاموند بل رنچ ۱٬۰۵۷ متر بالاتر از سطح دریا واقع شده‌است.